# Säsong 8 av Farmen
Den åttonde säsongen av Farmen spelades in på Norra Brandstorp i Vaggeryds kommun i Småland. Säsongen sändes 19 januari till 29 mars 2015, och visades med 30 minuter långa avsnitt under måndagar till torsdagar samt 60 minuter långa avsnitt på söndagar, med reklam. Ny programledare blev Paolo Roberto.

## Deltagare
| Deltagare                | År | Bostad      | Yrke                   | Resultat                                 |
| ------------------------ | -- | ----------- | ---------------------- | ---------------------------------------- |
| Elsa Swärd Brattström    | 18 | Lomma       | Studerande             | Lämnade farmen vid avsnitt 3.            |
| Sten Olofsson            | 58 | Laholm      | Tapetserare            | Lämnade torpet vid avsnitt 5.            |
| John Carlos "JC" Osséen  | 27 | Stockholm   | Biluthyrare            | Lämnade farmen vid avsnitt 10.           |
| Daniel Persson           | 20 | Grängesberg | Lärarvikarie           | Förlorade andra tvekampen.               |
| Ais Eriksson             | 51 | Luleå       | Undersköterska         | Lämnade torpet vid avsnitt 14.           |
| Sebastian Edevärn        | 27 | Stockholm   | Nattklubbsentreprenör  | Förlorade tredje tvekampen.              |
| Rose-Marie Uhlin         | 43 | Botkyrka    | CNC-operatör           | Förlorade fjärde tvekampen.              |
| Fanny Lonegran           | 19 | Stockholm   | Omvårdnadsassistent    | Förlorade femte tvekampen.               |
| Sylvia Jansson           | 42 | Stockholm   | Marknadskoordinator    | Förlorade sjätte tvekampen.              |
| Cornelia Nordensson      | 21 | Stockholm   | Säljare                | Förlorade sjunde tvekampen.              |
| Ylva Strömberg           | 63 | Örebro      | Habiliteringsassistent | Förlorade sjunde tvekampen.              |
| André Holgård            | 25 | Karlstad    | Säljare                | Förlorade åttonde tvekampen.             |
| Björn Ljungqvist         | 40 | Falun       | Säljare                | Förlorade nionde tvekampen.              |
| Ida Ståhlspets           | 27 | Stockholm   | Studerande             | Femte plats, förlorade tionde tvekampen. |
| Amanda Bergqvist         | 24 | Helsingborg | Lagerarbetare          | Fjärde plats, förlorade elfte tvekampen. |
| Alexander "Alex" Alan    | 28 | Stockholm   | Säljare                | Tredje plats, förlorade semifinalen.     |
| Joakim "Jocke" Ljunggren | 51 | Nora        | Automationselektriker  | Andra plats, förlorade finalen.          |
| Örjan Selien             | 29 | Lund        | Studerande             | Årets farmare                            |

1. 1 2 3 4 5  Ais, Ida, Sten och Örjan anlände till torpet vid avsnitt 4, där de tävlade om att få flytta in på farmen.
Sten var torpare mellan avsnitt 4 och 5, Ida mellan avsnitt 4 och 12, Ais mellan avsnitt 4 och 14, Örjan mellan avsnitt 4 och 15 och Sylvia mellan avsnitt 6 och 17.
2. ↑  Sylvia förlorade första tvekampen, men istället för att skickas hem flyttade hon in på torpet vid avsnitt 6.
3. 1 2  André och Cornelia var tidigare farmare från sjunde säsongen, som anlände till farmen som utmanare vid avsnitt 32.
4. ↑  Örjans efternamn angavs som Karlsson under hela hans medverkan i programmet.

## Tittarsiffror
| Vecka | Avsnitt | Datum                          | Tittarsiffror i tusental | Tittarsiffror i tusental | Tittarsiffror i tusental | Tittarsiffror i tusental | Tittarsiffror i tusental | Genomsnitt |
| ----- | ------- | ------------------------------ | ------------------------ | ------------------------ | ------------------------ | ------------------------ | ------------------------ | ---------- |
| 1     | 1–5     | 19–22, 25 januari 2015         | 758                      | 649                      | 765                      | 621                      | 643                      | 687 000    |
| 2     | 6–10    | 26–29 januari, 1 februari 2015 | 651                      | 673                      | 721                      | 767                      | 686                      | 700 000    |
| 3     | 11–15   | 2–5, 8 februari 2015           | 713                      | 667                      | 717                      | 673                      | 708                      | 696 000    |
| 4     | 16–20   | 9–12, 15 februari 2015         | 711                      | 781                      | 720                      | 751                      | 734                      | 739 000    |
| 5     | 21–25   | 16–19, 22 februari 2015        | 737                      | 744                      | 767                      | 728                      | 793                      | 754 000    |
| 6     | 26–30   | 23–26 februari, 1 mars 2015    | 763                      | 782                      | 750                      | 710                      | 775                      | 756 000    |
| 7     | 31–35   | 2–5, 8 mars 2015               | 774                      | 745                      | 765                      | 743                      | 770                      | 759 000    |
| 8     | 36–40   | 9–12, 15 mars 2015             | 704                      | 779                      | 724                      | 684                      | 762                      | 731 000    |
| 9     | 41–45   | 16–19, 22 mars 2015            | 809                      | 754                      | 754                      | 663                      | 820                      | 760 000    |
| 10    | 46–50   | 23–26, 29 mars 2015            | 677                      | 687                      | 663                      | 752                      | 759                      | 708 000    |

Källa: MMS

## Källhänvisningar
1. ↑  ”Mediamätning i Skandinavien”. Arkiverad från originalet den 21 februari 2016. https://web.archive.org/web/20160221070857/http://hottoptv.mms.se/.